# مانويل فيرنانديز (لاعب كرة قدم)
مانويل فيرنانديز (بالبرتغالية: Manuel José Tavares Fernandes) (5 يونيو 1951 في البرتغال - 27 يونيو 2024) هو مدرب كرة قدم ولاعب كرة قدم برتغالي في مركز الهجوم. شارك مع منتخب البرتغال لكرة القدم. أما مع النوادي، فقد لعب مع سبورتينغ لشبونة ونادي فيتوريا سيتوبال ونادي فابريل.

## وصلات خارجية
- مانويل فيرنانديز على موقع الاتحاد الأوربي (الإنجليزية)
- مانويل فيرنانديز على موقع قاعدة بيانات كرة القدم.إي يو (الإنجليزية)
- مانويل فيرنانديز على موقع ناشيونال فوتبول تيمز (الإنجليزية)
- مانويل فيرنانديز على موقع عالم كرة القدم.نت (الإنجليزية)